# Deutsche Kriegsgräberstätte Kopenhagen West (Vestre Kirkegård)

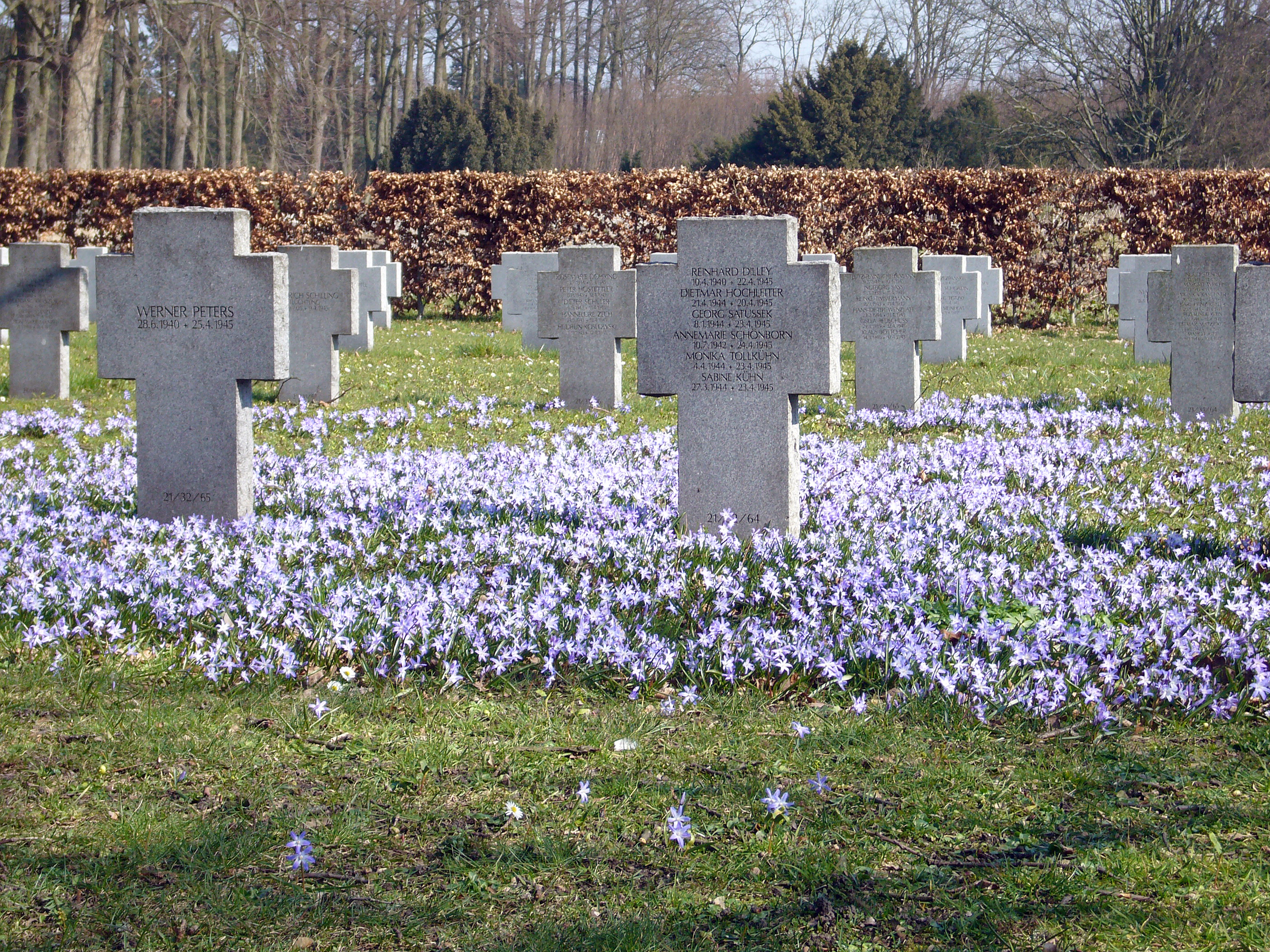
Deutsche Kriegsgräberstätte Kopenhagen West (Vestre Kirkegård)

Die Deutsche Kriegsgräberstätte Kopenhagen West (Vestre Kirkegård) ist ein Friedhof für 4.643 deutsche Soldaten und 5.344 Flüchtlinge des Zweiten Weltkriegs auf dem Vestre Kirkegård in Kopenhagen, Dänemark.

## Lage

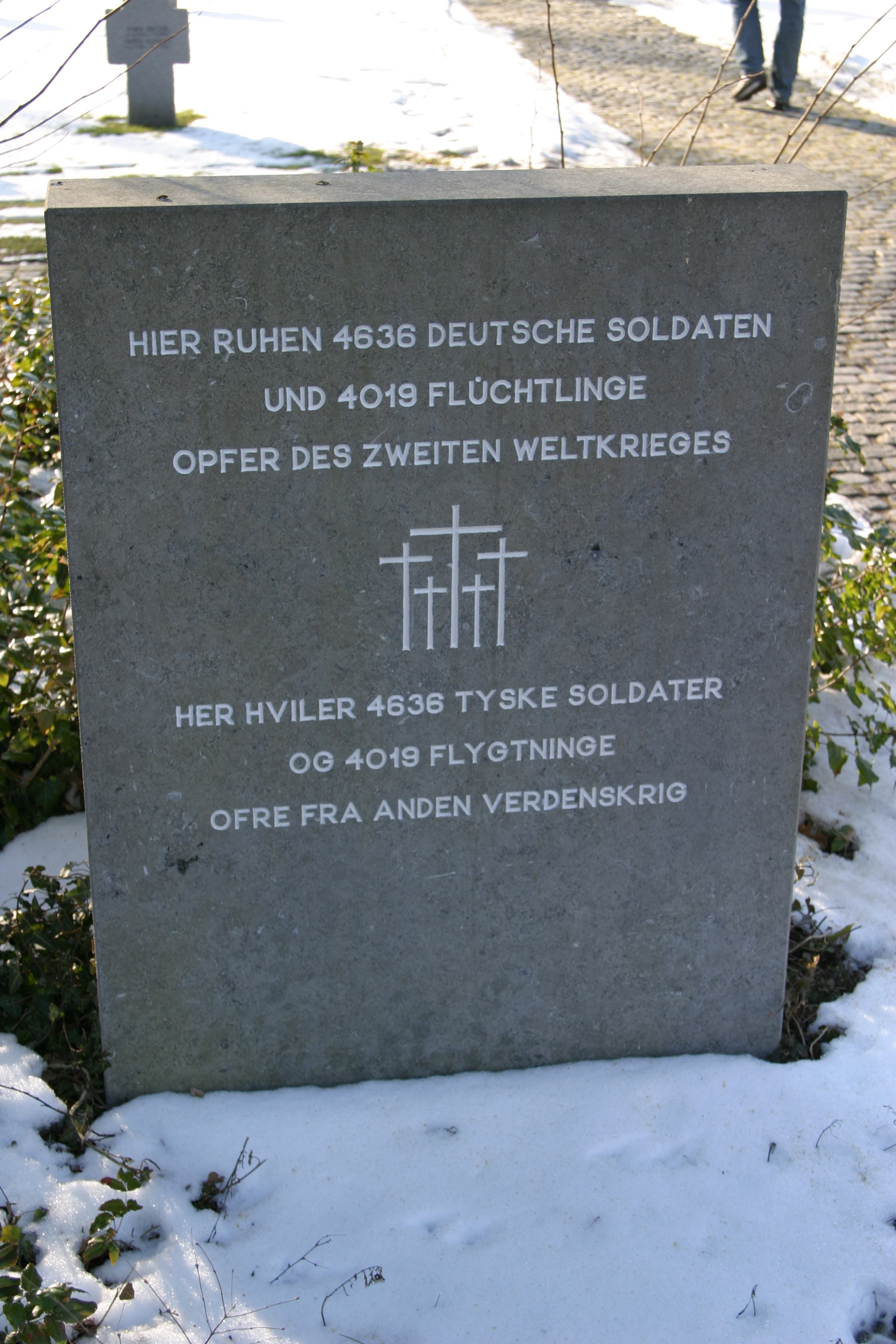
Gräberfeld

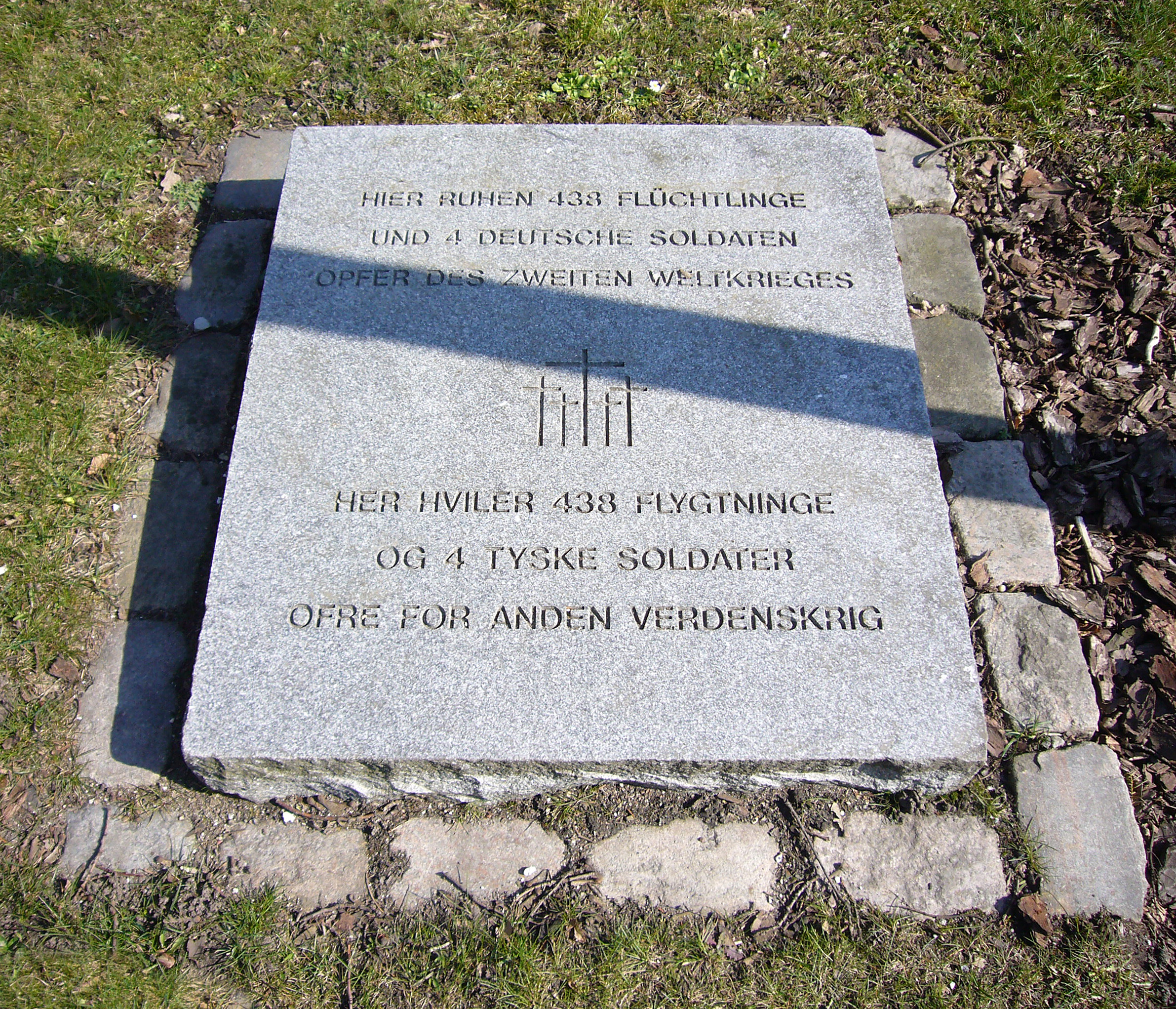
Gräberfeld

Vom Haupteingang aus gesehen, liegen die Gräber (tyske grave) im südlichen Winkel an der hinteren rückwärtigen Begrenzung. Im Mittelfeld sind die Gräber durch Steinkreuze gekennzeichnet, im rechten Feld durch Stelen, im linken Feld die Urnenbeisetzungen. Auf Urnenbeisetzungen wurde übergegangen, als im April 1945 täglich Flüchtlingsschiffe eintrafen und die Toten nur noch eingeäschert werden konnten. Unter den Toten sind 2296 Kinder unter fünf Jahren, denen nicht mehr geholfen werden konnte.

## Besondere Gräber

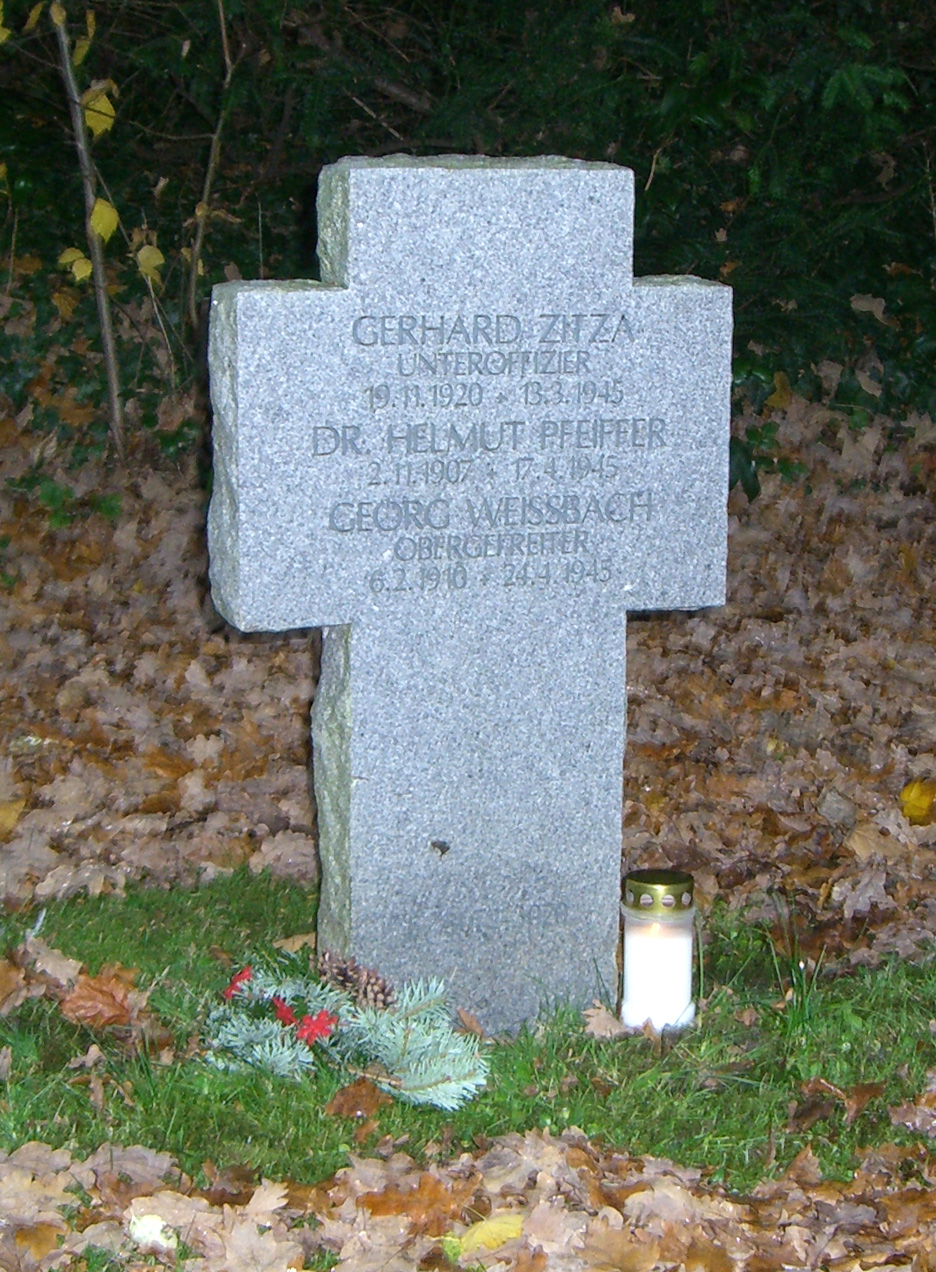
Helmut Pfeiffers Grab am Kopenhagener Westfriedhof

- Helmut Pfeiffer, deutscher Jurist und SS-Offizier, der vom NS-Regime verfolgte Menschen rettete.

## Weitere Kriegsgräber auf dem Vestre Kirkegård
Auf dem Vestre Kirkegård befinden sich außerdem die Gräber von
- 19 britischen Kriegstoten aus dem Ersten Weltkrieg
- 7 Franzosen aus dem Zweiten Weltkrieg